# 언리얼 엔진 4
언리얼 엔진 4(Unreal Engine 4, UE4)는 에픽게임즈가 개발한 언리얼 엔진의 네 번째 버전이다. UE4는 2003년에 개발을 시작하여 2014년 3월에 출시되었으며, UE4를 사용한 첫 번째 게임은 2014년 4월에 출시되었다. UE4는 물리 기반 재질과 "블루프린트"라고 불리는 새로운 시각적 프로그래밍 언어를 지원한다. 이 엔진은 언리얼 엔진 5로 계승되었다.

## 역사
2005년 8월, 에픽게임즈의 부사장인 마크 레인은 언리얼 엔진 4가 2년 동안 개발 중이었다고 밝혔다. 그는 C&VG에 "사람들은 우리가 이미 언리얼 엔진 4 개발에 2년째라는 사실을 깨닫지 못한다. 아직 전체 팀이 구성된 것은 아니고, 한 명의 개발자가 작업하고 있는데, 그 사람이 누구인지는 아마 짐작할 수 있을 것"이라고 말했다. 2008년 초 인터뷰에서 에픽게임즈의 설립자인 팀 스위니는 기본적으로 엔진 작업에 혼자였다고 말했지만, 그 해 말에 그의 연구개발 부서가 확장되어 언리얼 엔진 3과 병행하여 엔진을 개발할 것이라고 확인했다. 그는 "어떤 면에서 우리는 기술의 세대별 개발이라는 점에서 하드웨어 회사와 비슷하다. 앞으로 수년간 언리얼 엔진 3을 개발할 팀과 언리얼 엔진 4를 강화할 팀을 가질 것이다. 그리고 차세대 전환이 시작되면 모두를 그쪽으로 이동시킬 것이다. 실제로 우리는 여러 세대에 걸쳐 동시에 병렬 개발을 하고 있다"라고 말했다. 2011년 스위니는 하루 중 60%를 언리얼 엔진 4에 대한 연구 작업에 사용한다고 말했다.
2012년 2월, 레인은 "올해 후반에 언리얼 엔진 4를 보면 사람들이 충격받을 것"이라고 말했다. 에픽은 2012년 게임 개발자 회의에서 제한된 참석자들에게 UE4를 공개했으며, 2012년 6월 7일에는 기술 아티스트 앨런 윌러드가 시연하는 엔진 영상이 GameTrailers TV를 통해 대중에게 공개되었다. UE4의 주요 기능 중 하나는 사전 계산된 조명을 제거하는 복셀 원추 추적을 사용한 실시간 글로벌 일루미네이션이었다. 그러나 Elemental 데모에서 선보였던 이 Sparse Voxel Octree Global Illumination (SVOGI) 기능은 성능 문제로 인해 유사하지만 계산 비용이 적은 알고리즘으로 대체되었다.
2014년 3월 19일, 게임 개발자 회의 (GDC)에서 에픽게임즈는 새로운 라이선스 모델을 통해 언리얼 엔진 4를 출시했다. 월 구독료 US$19로 개발자들은 깃허브를 통해 다운로드할 수 있는 C++ 소스 코드를 포함한 엔진의 전체 버전에 접근할 수 있었다. 출시된 모든 제품에는 총 수익의 5% 로열티가 부과되었다. 언리얼 엔진 4를 사용한 첫 번째 게임은 엔진에 대한 조기 액세스로 개발된 Daylight로 2014년 4월 29일에 출시되었다.
2017년 9월 포트나이트에 무료 플레이 배틀로얄 모드를 출시하기 위해, 에픽은 언리얼 엔진을 여러 차례 수정하여 동일한 서버에 대한 많은 수(최대 100명)의 연결을 높은 대역폭으로 유지하고 넓은 인게임 오픈 월드의 렌더링을 개선할 수 있도록 해야 했다. 에픽은 이러한 변경 사항을 언리얼 엔진의 향후 업데이트에 통합할 것이라고 밝혔다.
언리얼 엔진 4는 4.27 버전(2021년 8월 기준)부터 다음 플랫폼을 공식적으로 지원한다. Windows, macOS, 리눅스, iOS, 안드로이드, 닌텐도 스위치, 플레이스테이션 4, 엑스박스 원, 플레이스테이션 5, Xbox Series X/S, 스테이디어, 매직 리프, HTC Vive, 오큘러스, 플레이스테이션 VR, OSVR, 삼성 기어 VR, 및 HoloLens 2. 이전에는 구글 데이드림 및 HTML5를 지원했다.

## 기능

### 물리 기반 재질
에픽게임즈의 브라이언 카리스는 2013년 SIGGRAPH 발표에서 UE4 셰이딩 모델의 개선 사항을 설명했다. 카리스에 따르면 에픽은 "[UE4의] 셰이딩 모델을 개선하고 더욱 물리 기반 재질 워크플로우를 수용하는 데 시간을 투자하기로 결정했다"고 한다. 목표 중 하나는 "모든 사용 사례에 대해 구성 요소를 개별적으로 그리고 중복으로 작성하는 대신 라이브러리에서 미리 만들어진 재질을 계층화하고 혼합하여 [아티스트가] 재질을 작성하는 방식에서 주요 워크플로우 및 품질 개선을 이루는 것"이었다. 에픽이 채택한 재질 모델은 2012년 SIGGRAPH에서 주먹왕 랄프에 사용된 사례를 설명한 디즈니의 브렌트 벌리(Brent Burley)의 유사한 모델을 기반으로 했다. 모델의 기본 매개변수는 "BaseColor", "Metallic", "Roughness", "Cavity"로 구성되었다. 디즈니 모델에는 없는 구성 요소인 Cavity는 바닥 판자 사이의 균열이나 의류의 이음새와 같이 "[UE4의] 런타임 셰이딩 시스템이 처리할 수 있는 것보다 작은 기하학적 형태의 그림자"를 설명한다. 디즈니 모델에서 생략된 매개변수는 "Specular", "Subsurface", "Anisotropy", "Clearcoat", "Sheen"으로, 이는 대신 특별한 경우로 처리된다.

### UI 툴킷
언리얼 엔진 4의 주요 초점은 사용자 인터페이스를 단순화하는 도구를 만드는 것이었다. 스위니에 따르면, "언리얼 엔진 3은 크고 복잡한 사용자 인터페이스였다. 언리얼 엔진 4는 모든 것을 기본 수준에서 매우 간단하고 사용하기 쉽고 찾기 쉬운 방식으로 노출하고, 사용자가 진행하면서 배울 수 있도록 복잡성을 구축하는 데 중점을 둔다"고 말했다.
언리얼 엔진 4를 통해 우리는 앵그리 버드 규모의 작은 게임 전체를 어떠한 프로그래밍 없이 시각적 툴킷을 사용하여 사용자 입력을 액션에 매핑하는 것만으로 만들 수 있기를 진정으로 바란다. 이 기술은 정말 가치 있을 것이다. 우리는 또한 재질 제작, 애니메이션 제작, 방대한 게임 자산을 관리할 때 필요한 모든 시각적 툴킷을 확장하고 있다. 우리는 기본적으로 유니티만큼 사용하기 쉽게 인터페이스를 대폭 단순화하고 있다.— 스위니, 게임 디벨로퍼, 2012

### 스크립팅
UE4의 단순성에 초점을 맞추어, 코드를 사용하지 않고 게임 로직을 빠르게 개발할 수 있게 해주는 "블루프린트"라는 새로운 시각적 스크립팅 시스템(UE3의 "키즈멧"의 후속작)이 포함되어, 기술 아티스트, 디자이너, 프로그래머 간의 격차를 줄였다.

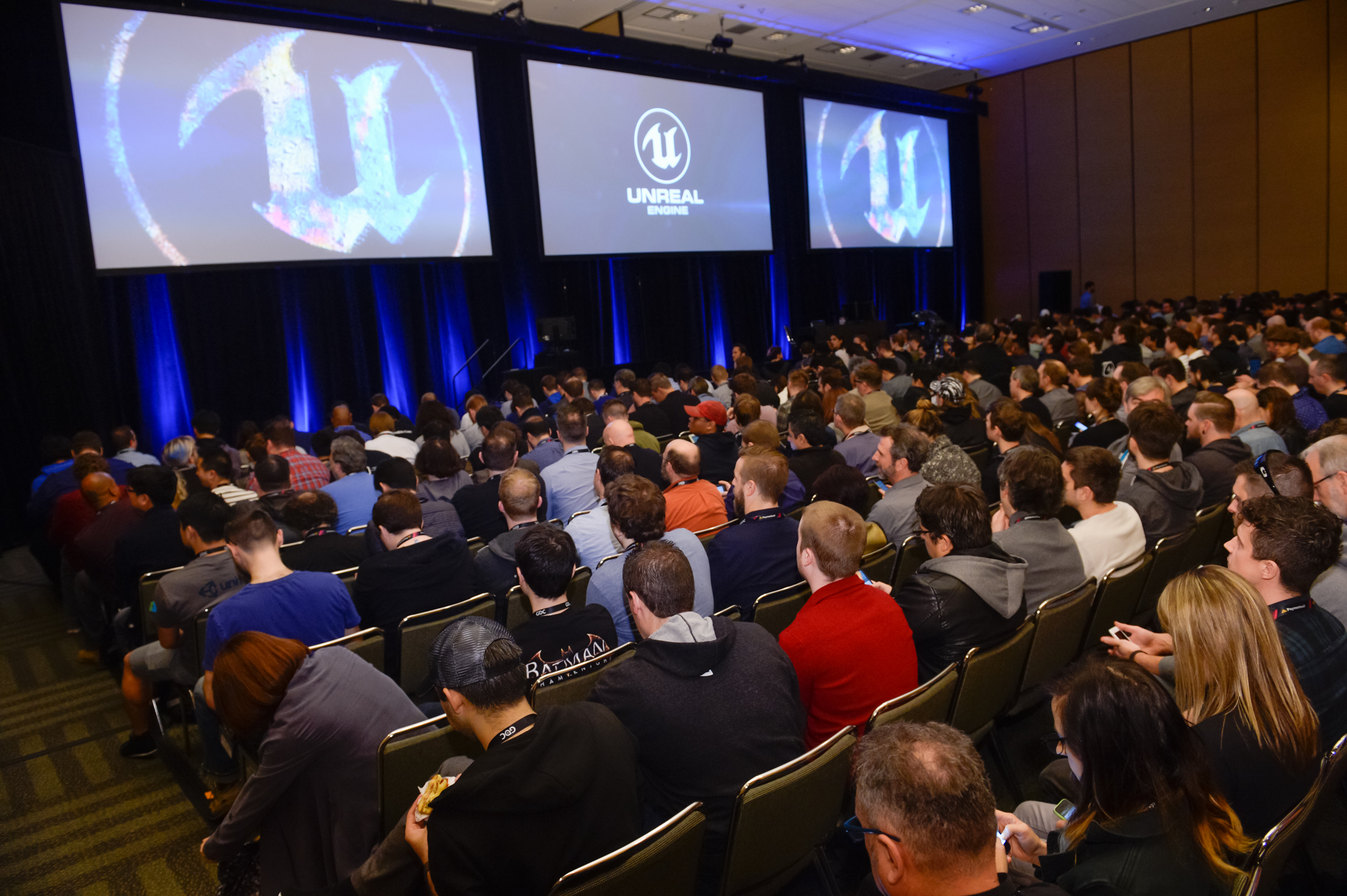
2016년 GDC에서 언리얼 엔진 발표

저는 이렇게 말할 수 있습니다. '이 기둥을 엔진 내의 블루프린트로 변환하고 여기에 어떤 종류의 함정을 추가할 것이다.' 이는 제가 정말로 들어가서 상호 작용을 통해 제 세상을 향상시킬 수 있다는 의미인데, 이전에는 기술 아티스트, 디자이너, 프로그래머 없이는 불가능했던 일이다. 이제 이 세 명 중 누구라도 자산이 준비되어 있다면 이 모든 것을 할 수 있다. 제가 들어가서 '이것으로부터 X 거리 내에 있으면 빛나기 시작하고, 저의 거리를 0에서 1로 정규화한 다음 두 가지 다른 밝기 값 사이를 선형 보간하여, 제가 무언가에 손을 뻗으면 그것이 뜨거워진다'라고 말할 수 있다는 사실은 게임 플레이 프로그래머를 제외하고는 누구에게나 매우 어려웠을 것이다. 그리고 그는 자산을 어떻게 설정해야 할지 몰랐을 것이지만, 이제는 세 명 중 누구라도 할 수 있다.— 윌러드, Kotaku, 2012

## 라이선싱
2014년 9월 4일, 에픽은 언리얼 엔진 4를 학교와 대학교에 무료로 제공했으며, 공인된 비디오 게임 개발, 컴퓨터 과학, 예술, 건축, 시뮬레이션 및 시각화 프로그램에 등록된 학생들에게는 개인용 복사본도 포함했다. 에픽은 게임 자산을 확보하기 위한 언리얼 엔진 마켓플레이스를 열었다. 2015년 2월 19일, 에픽은 언리얼 엔진 4를 사용하는 창의적인 프로젝트에 보조금을 제공하기 위한 5백만 달러 규모의 개발 기금인 언리얼 개발 보조금(Unreal Dev Grants)을 시작했다.
2015년 3월, 에픽은 언리얼 엔진 4와 향후 모든 업데이트를 모든 사용자에게 무료로 공개했다. 대신 에픽은 분기당 $3,000 이상 수익을 내는 제품에 대해 수익의 5%를 요구하는 선별적인 로열티 일정을 수립했다. 스위니는 2014년에 구독 모델로 전환했을 때 언리얼 사용이 10배 증가했으며, 이는 많은 소규모 개발자들을 통해서였다고 밝혔고, 이 새로운 가격 정책을 통해 더 많은 사용자를 유치할 것이라고 믿었다.

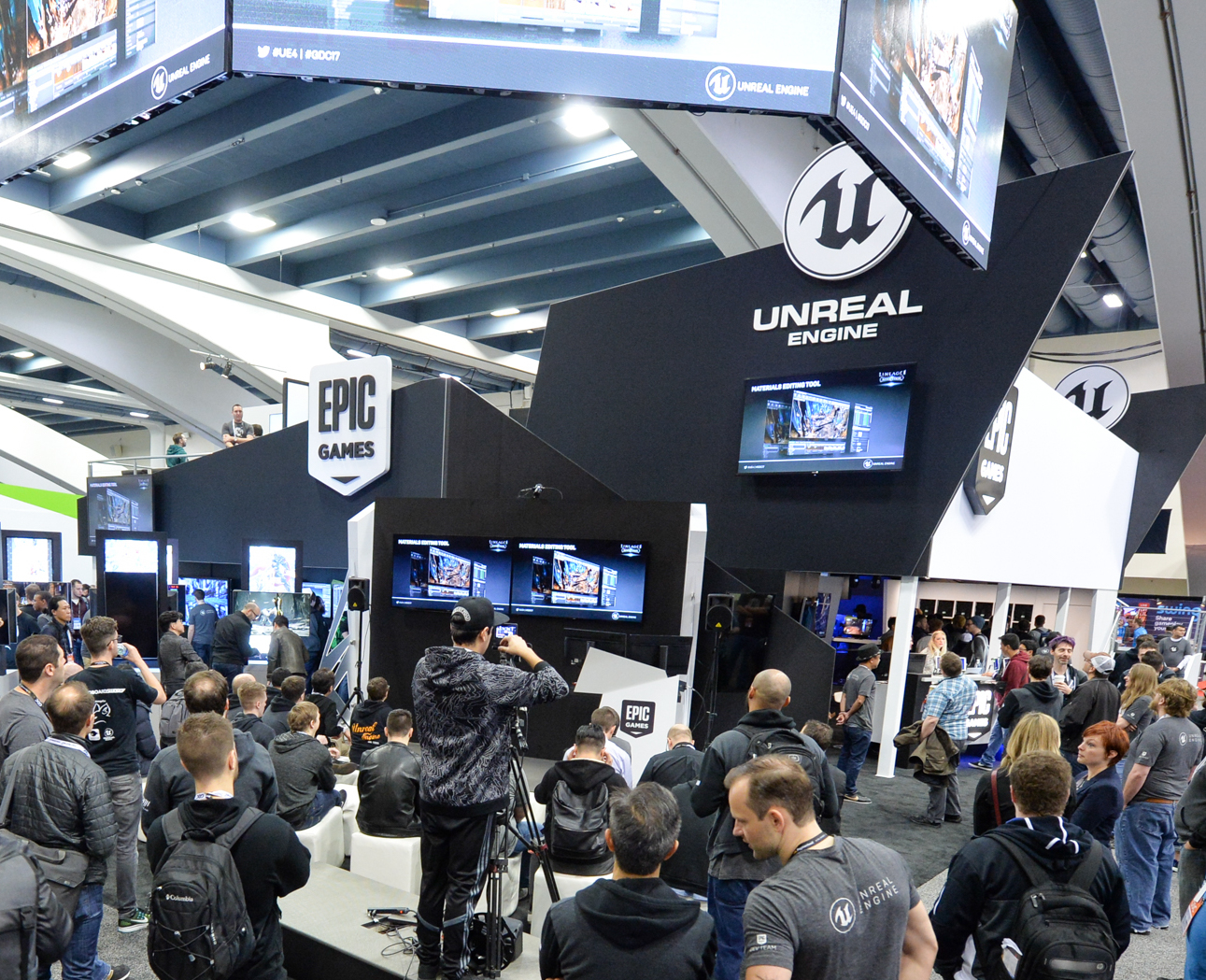
2017년 GDC의 언리얼 엔진 부스

언리얼 엔진 개발자들을 유치하기 위해, 오큘러스 VR은 2016년 10월에 자사의 스토어에 출시되는 모든 언리얼 기반 오큘러스 리프트 타이틀에 대해 게임당 최대 5백만 달러의 총 수익까지 로열티 비용을 지불하겠다고 발표했다.
2018년 12월 에픽게임즈 스토어 오픈과 함께, 에픽은 언리얼 엔진을 사용하고 에픽게임즈 스토어를 통해 출시되는 게임에 대해 5%의 수익 수수료를 부과하지 않으며, 이 비용을 다른 비용을 충당하기 위해 에픽이 가져가는 기본 12%의 수수료의 일부로 흡수한다.
2020년 5월 13일부터 2020년 1월 1일로 소급하여, 로열티 면제 금액은 타이틀당 총 수익 $1,000,000로 증가했다.